# Q
Q (minuskuła: q) (ku) – siedemnasta litera alfabetu łacińskiego (pochodzi od greckiej litery koppa). W językach europejskich prawie zawsze występuje w połączeniu qu, oznaczającym dźwięk [kf], [kw] lub [kv]. W transliteracji języka arabskiego oznacza [q] (w oryginalnej pisowni ﻕ), w języku maltańskim – zwarcie krtaniowe, w języku polskim występuje tylko w zapożyczeniach.
Prawdopodobnie była używana w języku polskim w XVI wieku do zapisywania połączeń [kv] w wyrazach rodzimych. W utworze „Nowy karakter polski” Jana Januszowskiego z 1594 Jan Kochanowski opisał literę Q następująco Q, rzadko, albo nigdy nie używamy, jako: kwaśny, abo quaśny, natomiast Łukasz Górnicki My nie używamy Polacy, chyba by kto Mosquę tak chciał pisać.

## Inne reprezentacje litery Q
| Sygnalizacja                            | Sygnalizacja       | Sygnalizacja | Język migowy | Język migowy | Język migowy | Alfabet Braille’a |
| flaga Międzynarodowego Kodu Sygnałowego | Alfabet semaforowy | Kod Morse’a  | francuski    | kanadyjski   | polski       | Alfabet Braille’a |
| --------------------------------------- | ------------------ | ------------ | ------------ | ------------ | ------------ | ----------------- |
|                                         |                    | Qⓘ           |              |              | brak         |                   |